# Abralia armata
Abralia armata е вид главоного от семейство Enoploteuthidae.

## Разпространение
Видът е разпространен в Индонезия и Филипини.